# Intento de golpe de Estado en Burkina Faso de 1989
El Intento de golpe de Estado en Burkina Faso de 1989 fue un intento de golpe de Estado militar, planeado por Jean-Baptiste Boukary Lingani y Henri Zongo, además de otros conspiradores anónimos, que tuvo lugar en Burkina Faso el 18 de septiembre de 1989. El complot, según lo descrito por el gobierno de Burkina Faso, tenía como objetivo al presidente Blaise Compaoré, quien, junto con Lingani y Zongo, había llevado a cabo anteriormente dos golpes de estado en el país. Todos los conspiradores conocidos fueron ejecutados rápidamente.

## Historia
Compaoré, Lingani y Zongo se conocieron a finales de los años 1970, en lo que entonces era la República del Alto Volta, todos ellos eran oficiales militares de bajo rango y miembros del Grupo de Oficiales Comunistas, un movimiento clandestino de izquierda. Otro miembro de dicho grupo fue Thomas Sankara, amigo cercano de Compaoré. En 1982, los cuatro ayudaron al mayor Jean-Baptiste Ouédraogo a derrocar el régimen del coronel Saye Zerbo, mediante un golpe de Estado. Sin embargo en 1983, Sankara, Lingani y Zongo fueron arrestados por el nuevo presidente Ouédraogo, por lo que Compaoré organizó un nuevo golpe de Estado militar el 3 de agosto para liberar a sus amigos y camaradas, derrocando a Ouédraogo y convirtiendo a Sankara en el nuevo presidente del país, los otros tres golpistas se convirtieron en los principales miembros de la junta militar gobernante. Juntos emprendieron una transformación radical de la sociedad, a la que llamaron «Revolución Democrática y Popular».
El 15 de octubre de 1987, Compaoré, Lingani y Zongo se unieron para derrocar y asesinar a Sankara. Se declaró una nueva junta militar bajo un nuevo «Frente Popular», y Compaoré se convirtió en presidente del renombrado Burkina Faso. Lingani y Zongo mantuvieron sus cargos, como ministro de Defensa Popular y ministro de Promoción Económica respectivamente. El triunvirato se propuso deshacer las radicales reformas económicas y sociales de Sankara, aunque su cooperación terminaría apenas dos años después.

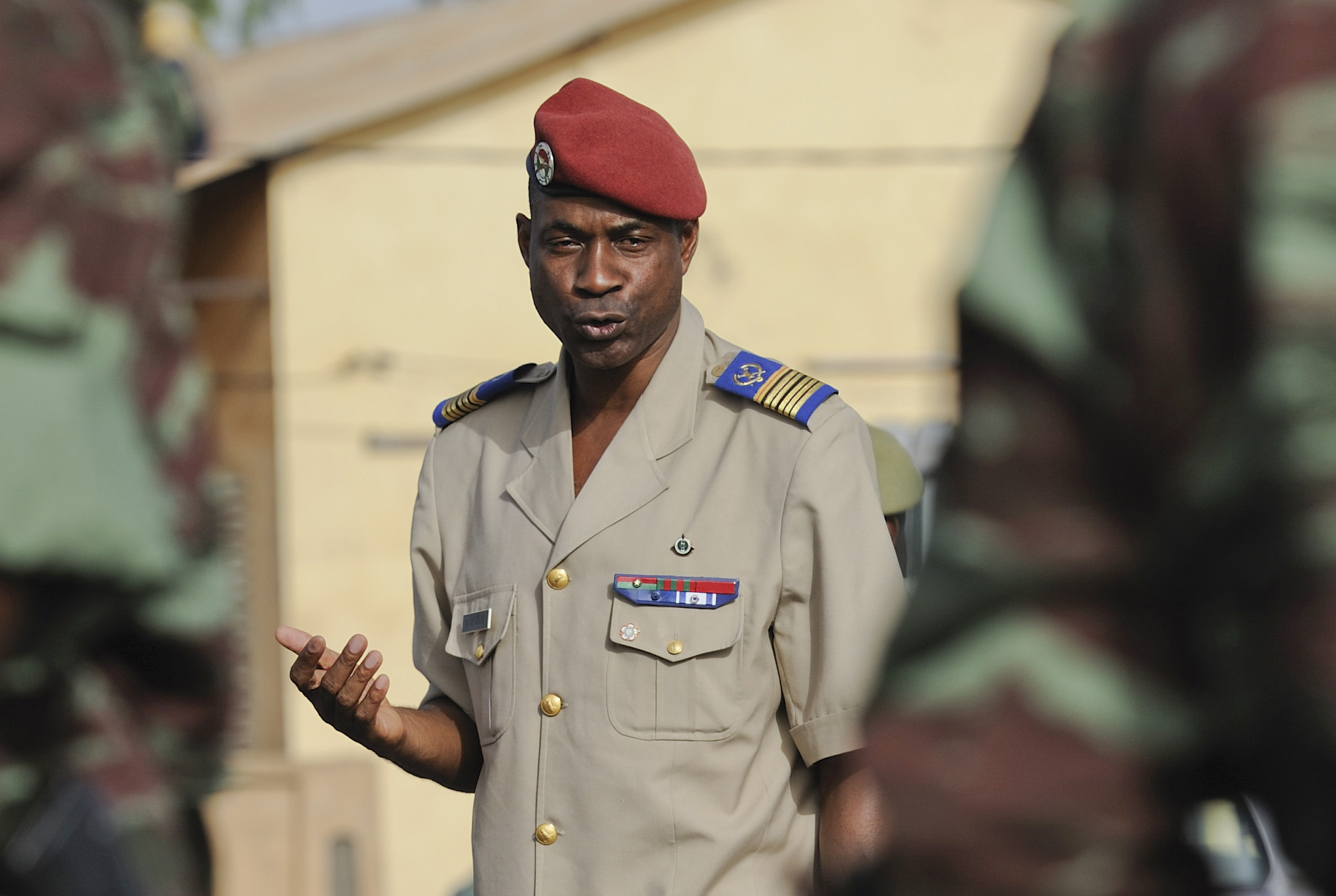
El capitán Gilbert Diendéré, comandante del Regimiento de Seguridad Presidencial, quien descubrió el supuesto golpe de Estado

Según las autoridades de Burkina Faso, el 18 de septiembre de 1989, mientras el presidente Compaoré se encontraba en una visita de Estado a China, el capitán Gilbert Diendéré, comandante del Regimiento de Seguridad Presidencial, descubrió un supuesto plan para llevar a cabo un golpe de Estado. Se suponía que el complot, descubierto justo antes del regreso del presidente al país, tendría lugar en el momento en que Compaoré aterrizara en Uagadugú. Las fuentes difieren sobre lo que ocurriría entonces: algunos dicen que lo arrestarían a su llegada, otros que el avión iba a ser destruido.  Lingani y Zongo, fueron señalados como los instigadores del intento de golpe y denunciados como fascistas. Un comunicado leído en la radio estatal decía: «Nuestro pueblo y nuestra revolución, y sus militantes en todos los niveles, acaban de escapar, en la noche del 18 de septiembre de 1989, de un complot cobarde fomentado por elementos militares y fascistas liderados por algunas personas ambiciosas y antirrevolucionarias que están en la cima de la dirección política».
Jean-Baptiste Boukary Lingani, Henri Zongo y dos conspiradores anónimos fueron rápidamente arrestados y ejecutados sumariamente una vez que se descubrió el complot. El gobierno de Compaoré se prolongaría durante otros veinticinco años, hasta su derrocamiento en la revolución de Burkina Faso de 2014.